# Chirk
Chirk (walisisk: Y Waun) er en by og community i Wrexham County Borough, Wales. I 2011 havde den 4.468 indbyggere. Den har været en del af det historiske county Denbighshire, og senere Clwyd, men den ha siden 199 være en del af Wrexham County Borough. Den ligger omkring 16 km syd for Wrexham, mellem Wrexham og Oswestry. Grænsen med det engelske county Shropshire ligger umiddelbart syd for byen på den anden side af floden Ceiriog.
Chris togstation er et stop på Shrewsbury–Chesterlinjen, og A5/A483 er store til veje byen.
Byen er kendt for Chirk Castle, der blev grundlagt i 1295.